# Arcis-le-Ponsart
 Arcis-le-Ponsart  es una población y comuna francesa, en la región de Champaña-Ardenas, departamento de Marne, en el distrito de Reims y cantón de Fismes.

## Demografía
| 341 | 301 | 247 | 231 | 243 | 261 |
| Para los censos de 1962 a 1999 la población legal corresponde a la población sin duplicidades (Fuente: INSEE [Consultar]) |     |     |     |     |     |